# Vorsperre-Twistetalsperre
Vorsperre-Twistetalsperre este o arie protejată (arie specială de conservare — SAC, sit de importanță comunitară — SCI, arie de protecție specială avifaunistică — SPA) din Germania întinsă pe o suprafață de 28,01 ha, integral pe uscat.

## Localizare
Centrul sitului Vorsperre-Twistetalsperre este situat la coordonatele 51°21′36″N 9°03′16″E / 51.36°N 9.0544°E.

## Înființare
Situl Vorsperre-Twistetalsperre a fost declarat arie de protecție specială avifaunistică în martie 1992 pentru a proteja 11 specii de animale. Alte tipuri de protecție:
- sit de importanță comunitară (în aprilie 1999)
- arie specială de conservare (în martie 2008)[1][3][4]

## Biodiversitate
Situată în ecoregiunea continentală, aria protejată conține 2 habitate naturale: Păduri de fag Asperulo-Fagetum, Păduri aluvionare cu Alnus glutinosa și Fraxinus excelsior (Alno-Padion, Alnion incanae, Salicion albae).
La baza desemnării sitului se află mai multe specii protejate de  păsări (11): fluierar de munte (Actitis hypoleucos), rață lingurar (Anas clypeata), rață mică (Anas crecca crecca), rața moțată (Aythya fuligula), Charadrius dubius curonicus, vultur pescar (Pandion haliaetus), cormoran mare (Phalacrocorax carbo carbo), Podiceps cristatus cristatus, cresteț pestriț (Porzana porzana), Rallus aquaticus aquaticus, fluierarul de zăvoi (Tringa ochropus).
Pe lângă speciile protejate, pe teritoriul sitului au mai fost identificate 1 specie de amfibieni, 2 specii de nevertebrate.